# František Petera Rohoznický
František Petera Rohoznický, křtěný František Xaver Bohuslav Petera (8. červenec 1798 Rohoznice (okres Jičín) – 14. února 1877 Praha) byl český vlastenecký kněz, amatérský archeolog, vlastivědný pracovník, folklorista a spisovatel.

## Život
Narodil se jako syn sedláka a později hostinského Jana Petery z Dehtova a vdovy Kateřiny Stejskalové, krčmářky a vdovy po Janu Hlavatém, v Rohoznici u Miletína, podle které užíval svůj přídomek Rohoznický. Ze dvou otcových manželství měl několik sourozenců, zmiňuje sestru a tři mladší bratry: Antonína kněze bělohradského (* 1810), Václava lékaře (* 1816) a Viktorina právníka (* 1819). Vystudoval gymnázium v Jičíně, dále od roku 1816 dva roky studoval na pražské Karlo-Ferdinandově univerzitě filozofii u profesora Bernarda Bolzana a matematiku u profesora Josefa Ladislava Jandery; další čtyři roky pokračoval studiem teologie v arcibiskupském semináři v Praze a 24. srpna roku 1822 byl v Hradci Králové vysvěcen na kněze. Nejprve vypomáhal v duchovní správě v Lanžově na Trutnovsku, roku 1823 byl jmenován kooperátorem a v letech 1829-1835 farářem v německém Maršově v Krkonoších. Dále byl do roku 1849 farářem v Lázních Bělohrad, tam v duchovní službě pokračoval jeho mladší bratr Antonín. Roku 1749 z důvodů zdravotních, ale i pro spory s vrchností požádal o penzionování, do roku 1863 střídavě cestoval po různých farách na Jaroměřicku a bydlel v Jaroměři, od roku 1854 občas a v letech 1864–1877 měl stálé bydliště v Praze, v Biskupském dvoře čp. 1154/II, kde založil rodinu s Františkou Ilgmannovou (1813–1864) z Hostinného, s níž měl tři dcery, z nichž nejstarší brzy zemřela. Věnoval se archeologickým průzkumům na Jaroměřicku a později i v Praze, zejména se zajímal o pravěk. Stal se členem historického i Archeologického sboru Národního muzea, který mu na práci dvakrát přispěl a jeho nálezy získával darem do sbírek. Výsledky svého bádání publikoval většinou v časopisech Lumír, Památky archaeologické a místopisné, Časopis katolického duchovenstva a v Pražských novinách. Sbíral také českou lidovou mluvu a své poznatky dodával Josefu Jungmannovi do Německo-českého slovníku. Terénní práci jeho a jeho přítele Chalupy popsal Karel Václav Rais. Ten o něm psal i ve svých vzpomínkách. Přátelsky se stýkal s Václavem Klimentem Klicperou, Janem Erazimem Vocelem, Karlem Vladislavem Zapem, rovněž s Václavem Krolmusem, který mu byl v badatelské práci vzorem. Petera vynikal šetrností, spořivostí a podnikatelským duchem. Přestože se mu některé půjčky od přátel nevrátily (např. Emanuel Arnold), našetřil 30 tisíc zlatých. Zemřel na zápal plic a byl pohřben na Olšanských hřbitovech, jeho hrob však zanikl, v době Vzpomínek K. V. Raise již neexistoval.
Dokud síla, hleďme díla, by památka po nás zbyla.
František Petera Rohoznický, Životní heslo, 

## Dílo (monografie)
- Krátký životopis Knížete Dimitra Sanguszka: Vojvody Litevského, Starosty Čerkavského a Kaňovského, 3. února 1554 v Jaromíři v Čechách zabitého; a náhrobek jeho dne 19. listopadu 1859 objevený v chrámě sv. Mikuláše u věnném městě Jaromíři. Hradec Králové 1860
- Hrad Krašov, 1863

## Pozůstalost
Literární pozůstalost včetně jeho deníku je uložena v Archivu Národního muzea v Praze.